# ميكائيل غرانلند
ميكائيل غرانلند (بالفنلندية: Mikael Granlund)‏ هو لاعب هوكي الجليد فنلندي، ولد في 26 فبراير 1992 في أولو في فنلندا.

## وصلات خارجية
- ميكائيل غرانلند على موقع دوري الهوكي الوطني (الإنجليزية)
- ميكائيل غرانلند على موقع EliteProspects.com (الإنجليزية)
- ميكائيل غرانلند على موقع Eurohockey.com (الإنجليزية)
- ميكائيل غرانلند على موقع HockeyDB.com (الإنجليزية)
- ميكائيل غرانلند على موقع Hockey-Reference.com (الإنجليزية)
- ميكائيل غرانلند على موقع أوليمبيديا (الإنجليزية)